# Союз социалистической польской молодёжи
Союз социалистической польской молодёжи, ССПМ (пол. Związek Socjalistycznej Młodzieży Polskiej, ZSMP) — польская молодёжная организация, созданная наподобие советского ВЛКСМ. 

## История
Союз социалистической польской молодёжи возник в 1976 в результате соединения трёх польских молодёжных организаций:
- Союз социалистической молодёжи (Związek Młodzieży Socjalistycznej, ZMS) — возник в 1957
- Союз социалистической сельской молодёжи (Związek Socjalistycznej Młodzieży Wiejskiej, ZSMW) — возник в 1973 в результате преобразования Союза сельской молодёжи
- Социалистический союз военной молодёжи (Socjalistyczny Związek Młodzieży Wojskowej, SZMW) — возник в 1973.

Эти организации входили раньше в состав Федерации социалистических союзов польской молодёжи (Federacja Socjalistycznych Związków Młodzieży Polskiej) и союз созданный в результате их объединения также был её членом — до момента развязывания Федерации (1981). Кроме того был членом Всемирной федерации демократической молодёжи — до 1989.
С 1976 года — печатный орган Союза — общественно-политический еженедельник «Walka Młodych» (рус. Борьба молодых).

## Награды
29 июня 1977 для выделения деятелей Союза и братских организаций установлено «Нагрудный знак за заслуги для Союза социалистической польской молодёжи». С 1981 года Общее Правление Союза признаёт «Крест Яна Красицкого» в признании заслуг в многолетней работе в молодёжном движении. Кроме того Союз социалистической польской молодёжи с 1976 по 1994 год вместе с Народным Издательским Кооперативом и еженедельником «Тыгодник культуральны» (Tygodnik Kulturalny) признавал литературную премию им. Станислава Пентака.

## Идеология
В Польской Народной Республике Союз был молодёжной секцией Польской объединённой рабочей партии. Теперь он существует по-прежнему и сотрудничает с Союзом демократических левых сил.